# Sabbir Rahman
Mohammad Sabbir Rahman (bengalisch মোহাম্মদ সাব্বির রহমান; * 22. November 1988 in Rajshahi, Bangladesch) ist ein bangladeschischer Cricketspieler, der seit 2014 für die bangladeschische Nationalmannschaft spielt.

## Kindheit und Ausbildung
Rahman war Teil der U19-Nationalmannschaft von Bangladesch die bei der ICC U19-Cricket-Weltmeisterschaft 2010. In dem Jahr nahm er mit Bangladesch auch an den Asienspielen teil und hatte mit seiner Schlagleistung im Finale großen Anteil am Titelgewinn.

## Aktive Karriere

### Anfänge in der Nationalmannschaft
Sein Debüt im First-Class-Cricket gab Rahman im Jahr 2008. In den ersten Jahren konnte er im heimischen Cricket zwar im Twenty20 Erfolge erzielen, zeigte jedoch Schwächen im First-Class- und List-A-Cricket. Nachdem er hinter Anamul Haque im Jahr 2013 nationale die meisten Runs im Twenty20 erzielt hatte, wurde er für die Selektoren für das Nationalteam erwogen. Sein Debüt in der Nationalmannschaft gab er im Februar 2014 in der Twenty20-Serie bei der Tour gegen Sri Lanka. Daraufhin war er Teil des bangladeschischen Teams beim ICC World Twenty20 2014, konnte dort jedoch nicht herausragen. So wurde er zunächst wieder aus dem Kader gestrichen. Im November erhielt er eine weitere Chance im ODI-Cricket, auch wenn er daheim im List-A-Cricket Probleme hatte. Bei der Tour gegen Simbabwe erzielte er bei seinem ODI-Debüt 44* Runs. Dies ermöglichte ihm den Sprung in den Kader für den Cricket World Cup 2015. Hier erzielte er gegen Sri Lanka ein Fiufty über 53 Runs. Nach dem Turnier erzielte er in der Twenty20-Serie gegen Pakistan ein Half-Century über 51* runs und wurde als Spieler des Spiels ausgezeichnet. In der ODI-Serie gegen Simbabwe im November gelangen ihm 57 Runs.
In der Vorbereitung für die nächste Weltmeisterschaft erreichte er in der Twenty20-Serie gegen Simbabwe ein Fifty über 50 Runs. Kurz darauf erhielt er einen Vertrag mit dem bangladeschischen Verband. Beim Asia Cup 2016 erreichte er gegen Sri Lanka ein Half-Century über 80 Runs und wurde als Spieler des Spiels ausgezeichnet. Seine beste Leistung beim ICC World Twenty20 2016 hatte er dann gegen Oman mit 44 Runs. Bei der Tour gegen Afghanistan im September 2016 erhielt er zunächst eine Strafe vom Weltverband auf Grund eines verbalen Ausfalls. Im weiteren Verlauf der ODI-Serie konnte er dann ein Fifty über 65 Runs erzielen. Bei der darauf folgenden Tour gegen England erhielt er eine weitere Geldstrafe, nachdem er auf dem Feld unter anderem mit Jos Buttler aneinandergeraten war. In der Test-Serie der Tour gab er dann auch in diesem Format sein Debüt und konnte dabei ein Fifty über 64* Runs erzielen. Jedoch bestritt er dieses Spiel mit einem Fieber, konnte jedoch die Tour auch danach weiterführen. Im nationalen Cricket erhielt er während der Bangladesh Premier League 2016/17 (Cricket) vom Verband eine Geldstrafe auf Grund eines Vergehens außerhalb des Spielfelds. Bei der Test-Serie in Neuseeland erreichte er dann im ersten Test zwei Half-Centuries (54* und 50 Runs). Im März folgten dann 54 Runs in der ODI-Serie in Sri Lanka.

### Disziplinprobleme und Leistungsabfall
In einem Drei-Nationen-Turnier in Irland im Mai 2017 erreichte er gegen Neuseeland ein Fifty über 65 Runs. Daraufhin wurde er für die ICC Champions Trophy 2017 nominiert, konnte da jedoch als beste Leistung nur 24 Runs gegen den Gastgeber England erzielen. Im September 2017 erzielte er in der Test-Serie gegen Australien ein Half-Century über 66 Runs. In der National Cricket League 2017/18 kam es zu einem Vorfall, der seine Karriere stark beeinflusste. Ein Zuschauer soll während einer Pause ein Geräusch in Richtung Rahman gemacht haben. Nachdem er vom Umpire die Erlaubnis erhalten hatte, ging Rahman hinter den Sichtschutz und soll dann einen Teenager physisch angegriffen haben. Dies wurde von einem Reserve-Umpire gesehen und em Verband gemeldet. Daraufhin verlor er seinen Vertrag mit dem bangladeschischen Verband, wurde ein halbes Jahr vom nationalen Cricket suspendiert und erhielt eine Geldstrafe. Jedoch war er im Februar 2018 dann schon wieder im Test-Team, schied jedoch in beiden innings schon früh aus. Daraufhin wurde er aus dem Test-Kader gestrichen. Im März erreichte er bei einem Drei-Nationen-Turnier in Sri Lanka gegen Indien 77 Runs. Im Juli beleidigte und drohte er einem Fan auf Social Media, nachdem dieser sich sarkastisch über dessen abfallenden Leistungen geäußert hatte. Dieser Vorfall führte dann dazu, dass er seinen Platz im Kader für den Asia Cup 2018 verlor. Zudem wurde er für ein halbes Jahr aus dem Nationalkader gestrichen. Vor der Tour in Neuseeland im Februar 2019 wurde seine Strafe verkürzt und er erzielte sein erstes ODI-Century über 102 Runs aus 110 Bällen.
Die Berufung in den Kader wurde später vom Verband auf Fehlkommunikation zurückgeführt.
Daraufhin erhielt er eine Nominierung für den Cricket World Cup 2019, kam jedoch nur im letzten Spiel gegen Indien mit 36 Runs über zehn Runs hinaus. In der folgenden ODI-Serie in Sri Lanka erreichte er dann noch einmal ein Fifty (60 Runs). Doch waren seine Leistungen nicht weiter Überzeugend und er verlor seinen Platz im Kader nach einem heimischen Drei-Nationen-Turnier im September 2019. Daraufhin spielte er weiterhin in der A-Mannschaft von Bangladesch und im heimischen Cricket. Im Juni 2021 sorgte er für Aufsehen, als er eine Geldstrafe erhielt, nachdem er bei der Dhaka Premier League Elias Sunny zunächst rassistisch beleidigt und dann mit Steinen beworfen haben soll. Es sollte bis zum September 2022 dauern, bis er beim Asia Cup 2022 wieder einen Einsatz im Nationalteam erhielt. Ursprünglich war er für den Kader für den ICC Men’s T20 World Cup 2022 vorgesehen, verlor dort jedoch seinen Platz, nachdem er in der vorbereitenden New Zealand Tri-Nation Series 2022/23 nicht überzeugen konnte.